# Selección femenina de balonmano de India
La selección femenina de balonmano de India es la selección femenina de balonmano representativa a India.

## Historial

### Juegos Olímpicos
- 1972 - No participó
- 1976 - No participó
- 1980 - No participó
- 1984 - No participó
- 1988 - No participó
- 1992 - No participó
- 1996 - No participó
- 2000 - No participó
- 2004 - No participó
- 2008 - No participó
- 2012 - No participó
- 2016 - No participó
- 2020 - No participó

### Campeonatos del Mundo
- 1957 - No participó
- 1962 - No participó
- 1965 - No participó
- 1973 - No participó
- 1975 - No participó
- 1978 - No participó
- 1982 - No participó
- 1986 - No participó
- 1990 - No participó
- 1993 - No participó
- 1995 - No participó
- 1997 - No participó
- 1999 - No participó
- 2001 - No participó
- 2003 - No participó
- 2005 - No participó
- 2007 - No participó
- 2009 - No participó
- 2011 - No participó
- 2013 - No participó
- 2015 - No participó
- 2017 - No participó
- 2019 - No participó
- 2021 - No participó

### Campeonato Asiático
- 1987 - No participó
- 1989 - No participó
- 1991 - No participó
- 1993 - 7ª plaza
- 1995 - No participó
- 1997 - No participó
- 1999 - No participó
- 2000 - 6ª plaza
- 2002 - No participó
- 2004 - No participó
- 2006 - No participó
- 2008 - 8ª plaza
- 2010 - No participó
- 2012 - 8ª plaza
- 2015 - 7ª plaza
- 2017 - No participó
- 2018 - 8ª plaza
- 2021 - Retirada